# 波拉兹纳
波拉兹纳（羅馬化：Polazna）是俄罗斯彼尔姆边疆区多布良卡区唯一的市级镇，同时也是彼尔姆边疆区人口最多的市级镇。地处彼尔姆边疆区中南部，位于伏尔加河支流卡马河上的卡马水库沿岸，在区行政中心多布良卡南、边疆区首府彼尔姆北偏东方。同名河流从附近流过。
1623年－1624年首见于文献，称波拉兹纳亚（Полазная）。该地2022年人口有13,039人；2010年人口12,753；2002年人口13,303；1989年人口12,113。